# 罗克索姆斯科耶农村居民点
罗克索姆斯科耶农村居民点（俄语：Сельское поселение Роксомское）是俄罗斯联邦沃洛格达州瓦什金斯基区所属的一个农村居民点。其下辖有20个居民点，行政中心为帕尔费诺沃。据2015年统计，该农村居民点的人口为161人。